# Pavlovac
Pavlovac (česky Pavlovec) je vesnice v Chorvatsku v Bjelovarsko-bilogorské župě, spadající pod opčinu Veliki Grđevac. Nachází se asi 18 km severozápadně od Daruvaru. V roce 2011 zde žilo 555 obyvatel. V roce 1991 bylo 14,01 % obyvatel (118 z tehdejších 842 obyvatel) české národnosti.

## Sousední sídla
| Růžice kompasu | Veliki Grđevac | Velika Jasenovača            |             | Růžice kompasu |
| Růžice kompasu | Dražica        | Sever                        | Grbavac     | Růžice kompasu |
| Růžice kompasu | Dražica        | Pavlovac                     | Grbavac     | Růžice kompasu |
| Růžice kompasu | Dražica        | Jih                          | Grbavac     | Růžice kompasu |
| Růžice kompasu | Ladislav       | Velika Trnava, Veliki Zdenci | Mali Zdenci | Růžice kompasu |